# إيزومي ماتسوموتو
إيزومي ماتسوموتو (باليابانية: まつもと泉 ) هو مانغاكا ياباني، ولد في تاكاوكا، توياما.

## وفاته
توفي إيزومي ماتسوموتو في يوم 6 تشرين الأول/أكتوبر 2020 عن عمر ناهز 61 عامًا لأسباب طبيعية أثناء نومه على الرغم من أنه عانى من «تضيق شوكي».

## روابط خارجية
- إيزومي ماتسوموتو على موقع IMDb (الإنجليزية)
- إيزومي ماتسوموتو على موقع ديسكوغز (الإنجليزية)
- إيزومي ماتسوموتو على موقع قاعدة بيانات الفيلم (الإنجليزية)
- إيزومي ماتسوموتو على موقع كينوبويسك (الروسية)
- إيزومي ماتسوموتو على موقع ANN person (الإنجليزية)